# Jean-Jean Cornu
Pour les articles homonymes, voir Jean-Jean et Cornu.
Jean-Jean Cornu, né François Cornu à Chenôve (Côte-d'Or) le 11 janvier 1819 et mort dans la même ville le 6 septembre 1876, est un peintre et illustrateur français. Il fut notamment l'assistant de Gustave Courbet lorsque ce dernier sortit de prison et se réfugia à Ornans en 1872-73, mais Cornu ne le suivit pas en Suisse.

## Biographie
Jean-Jean Cornu est réputé pour ses paysages représentant la Côte-d'Or. Les collections du musée des beaux-arts de Dijon et du musée des beaux-arts de Beaune conservent plusieurs de ses œuvres. Une rue de Dijon porte son nom.

## Collections publiques
- Beaune, Musée des beaux-arts de Beaune : Environs de Blaizy-Bas, 1858, huile sur toile[3].
- Bourbon-Lancy, musée municipal Saint-Nazaire : Paysage, huile sur bois[4].
- Dijon : 
  - musée des beaux-arts de Dijon : Paysage d'automne, 1871, huile sur toile, 65,5 × 80,7 cm[5].
  - musée de la Vie Bourguignonne Perrin de Puycousin : Autoportrait, huile sur toile.

Œuvres de Jean-Jean Cornu
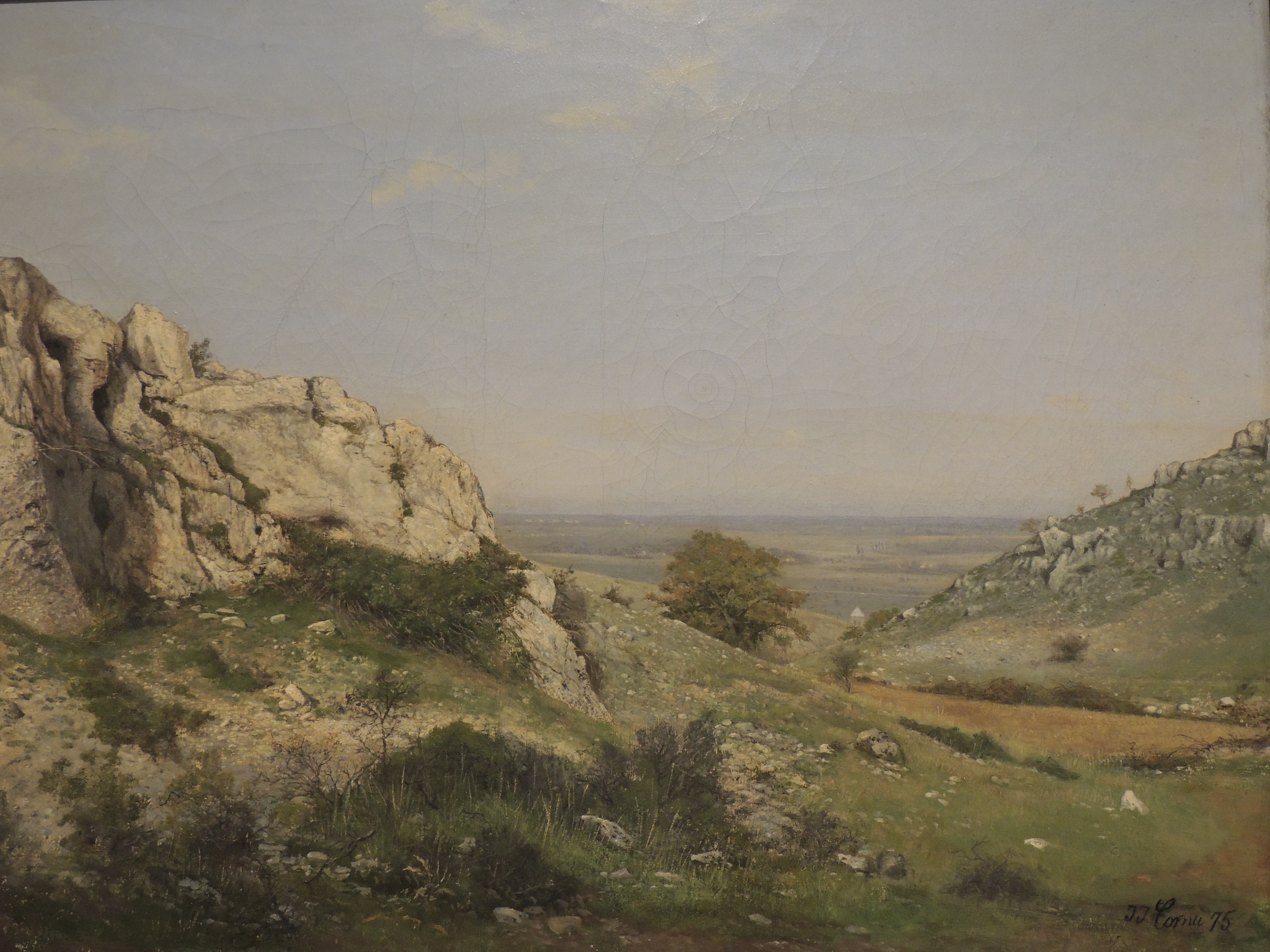
Paysage de la Côte-d'Or, environs de Dijon (1875)
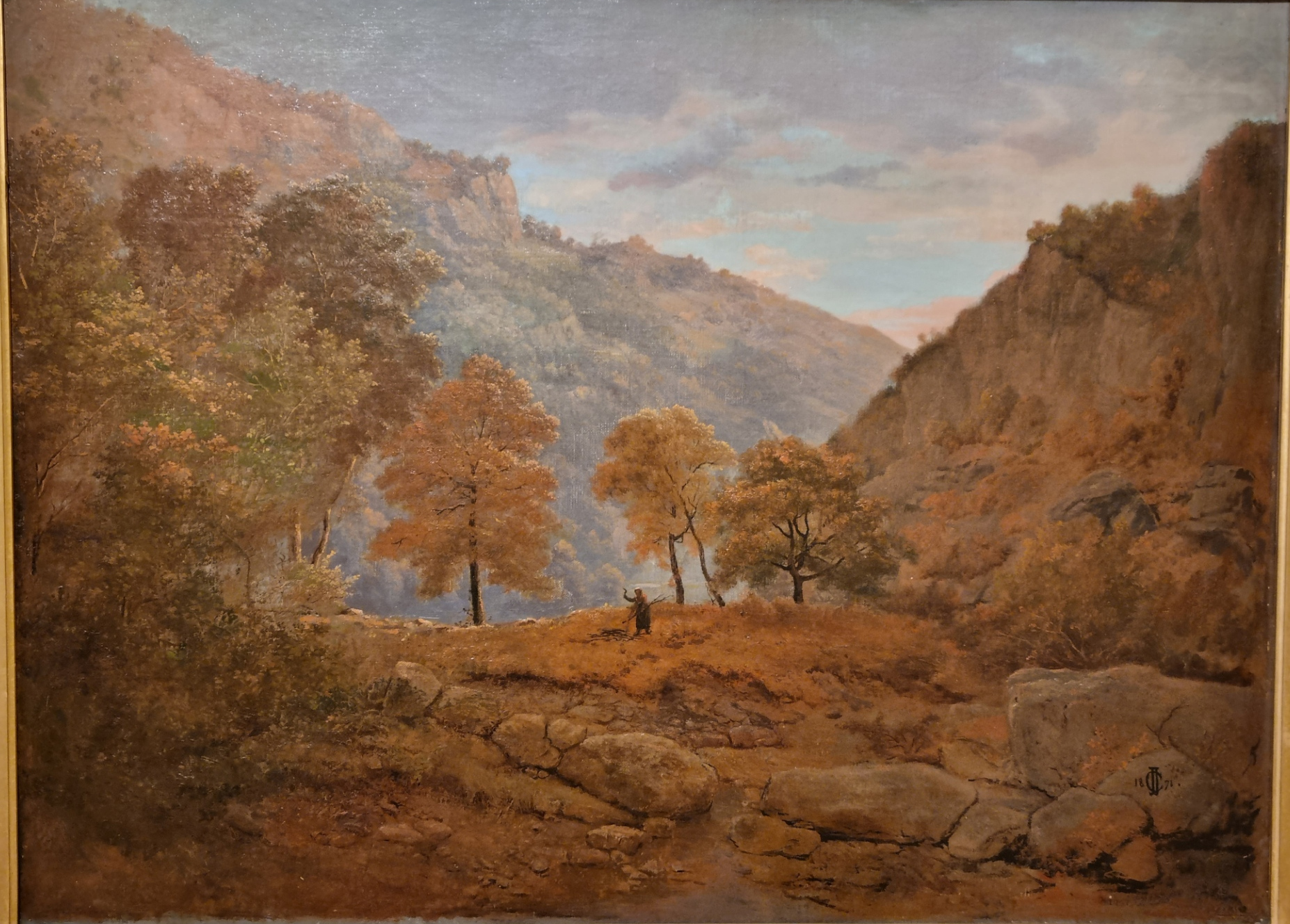
Paysage d'automne (1871)
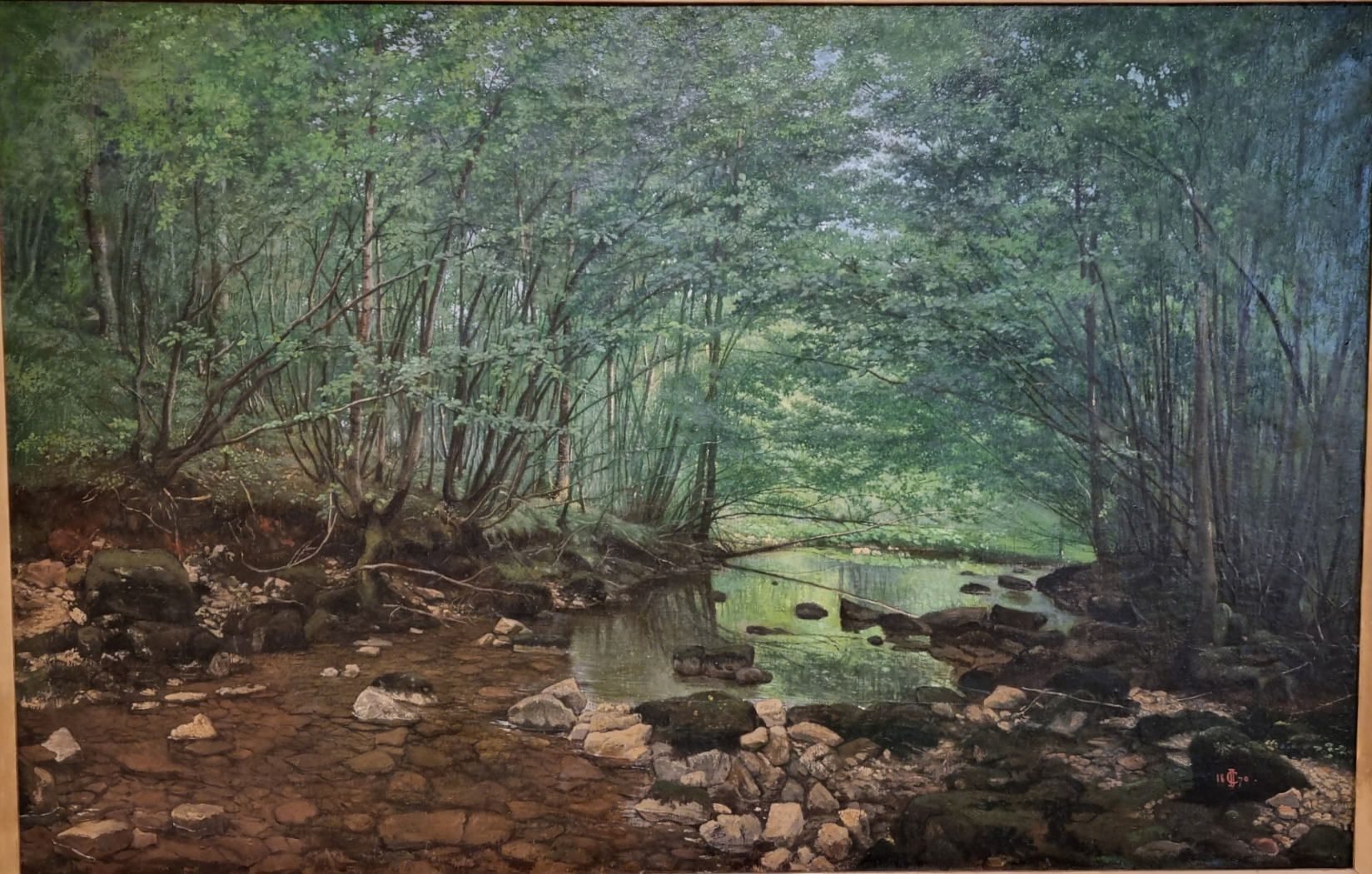
Ruisseau de la grotte sarrasine (1870)

## Ouvrages illustrés
- Jean Chaingenai, Armona Borgugnon po 1850, par Jean Chaingenai, veigneron de lai Côte, illustrai par Jean-Jean Cornu, de Chenove, Dijon, 1849.

## Expositions
- 1858 : exposition à Dijon : Environ de Blaizy-Bas, n°178[réf. nécessaire]